# Тонкинска чипоноса маймуна
Тонкинската чипоноса маймуна (Rhinopithecus avunculus) е вид бозайник от семейство Коткоподобни маймуни (Cercopithecidae). Видът е критично застрашен от изчезване.

## Разпространение
Разпространен е във Виетнам.